# Папа Александар VIII
Папа Александар VIII (лат. Alexander Octavus; 22. април 1610 —  1. фебруар 1691) је био 241. папа од 6. октобра 1689. до 1. фебруара 1691.